# Femme Gaastra
Femme Simon Gaastra (Leeuwarden, 23 juli 1945) is een Nederlands historicus en voormalig hoogleraar maritieme geschiedenis aan de Universiteit Leiden.

## Opleiding
Gaastra volgde de middelbare school aan het Rijks Lyceum in Heerenveen, waarna hij van 1965 tot 1972 geschiedenis studeerde aan de Universiteit Leiden.

## Academische carrière
In 1972-73 begon hij als onderzoeker bij de Nederlandse Organisatie voor Zuiver Wetenschappelijk Onderzoek, met de Nederlands-Aziatische scheepvaartbetrekkingen als onderzoeksgebied. In 1973-'74 gaf hij geschiedenisles in Haarlem en in maart 1974 stelde de Universiteit Leiden hem aan als universitair docent. In 1989 promoveerde hij op een onderzoek naar het beleid van de VOC. In 2004 volgde hij Jaap Bruijn op als professor maritieme geschiedenis. Hij geldt internationaal als een van de grootste kenners van de geschiedenis van de VOC. Op 11 juni 2010 is Gaastra met emeritaat gegaan, hij is opgevolgd door Henk den Heijer, specialist in de geschiedenis van de WIC, die reeds aan de Universiteit Leiden verbonden was.

## Voornaamste publicaties
- met J.R. Bruijn en I. Schöffer, Dutch-Asiatic Shipping in the 17th and 18th Centuries (Den Haag 1979).
- De Geschiedenis van de VOC (Haarlem 1982; 10e geheel herziene druk, Zutphen 2009). [Engelse vertaling: The Dutch East India Company. Expansion and decline (Zutphen 2003)].
- Bewind en beleid bij de VOC, De financiële en commerciële politiek van de bewindhebbers 1672-1702 (Zutphen 1989).
- met J.R. Bruijn (ed.), Ships, sailors and spices. East India Companies and their Shipping (Amsterdam 1993).
- Particuliere geldstromen binnen het VOC-bedrijf 1640-1795 (Leiden 2002).

- Bibliothèque nationale de France: cb12020822c (data)
- CiNii: DA02885124
- Digitale Bibliotheek voor de Nederlandse Letteren: gaas003
- Gemeinsame Normdatei: 13912697X
- International Standard Name Identifier: 0000 0001 1020 2771
- Library of Congress Control Number: n80006817
- Nationale Bibliotheek van Tsjechië: mub2015876935
- Nationale Bibliotheek van Israël: 987007447047605171
- Nederlandse Thesaurus van Auteursnamen: 074718789
- Système universitaire de documentation: 028355970
- Virtual International Authority File: 4943112
- WorldCat: E39PBJtRKFXdJYJvwgPyQPY9Dq